# Enterprise Center
Enterprise Center (tidligere kendt som Kiel Center, Savvis Center og Scottrade Center) er en sportsarena i St. Louis i Missouri, USA, der er hjemmebane for NHL-holdet St. Louis Blues. Arenaen har plads til ca. 22.000 tilskuere, og blev indviet 8. oktober 1994.